# هلالی جغتایی
بَدرالدّین (نورالدین) هِلالی جغتایی اَستَرآبادی (مرگ ۹۰۸) یکی از شاعران پارسی‌گوی ایرانی در سدهٔ ۹ هجری خورشیدی بود.
برجسته‌ترین اثر او مثنوی شاه و درویش (شاه و گدا) است که به زبان آلمانی نیز ترجمه شده‌است. اهمیت هلالی به خاطر غزل‌های لطیف و پرمضمون و خوش‌آهنگ اوست که مجموع آن نزدیک به ۲٬۸۰۰ بیت است. قصیده‌های هلالی ارزش ادبی کمتری دارند که یکی از آن‌ها را در ستایش عبیدالله‌خان ازبک سروده‌است که گویا از ترس بوده‌است.
وی اهل استرآباد (گرگان کنونی) و بزرگ‌شدهٔ این شهر بود و در نوجوانی به هرات رفت. نیاکان هلالی اصالتاً از ترکمن‌های جغتایی بودند که به گرگان هجرت کرده بودند.
هلالی از پرورش‌یافتگان امیر علی‌شیر نوایی و از هم‌نشینان سلطان حسین بایقرا تیموری بود. پس از سرودن مثنوی شاه و درویش، بدیع‌الزمان پسر سلطان حسین میرزا، غلام‌‌بچه‌ای زیبا را که هلالی طلب کرده بود به عنوان انعام به وی داد.
هلالی استرآبادی شیعه بوده‌است، اما در تشیّع متعصّب نبوده و در درگیری‌های معمول میان سنی و شیعه در آن زمان دخالت نمی‌کرده‌است و همین باعث شده تا پیروان هر کدام از این مذاهب، او را بر مذهب دیگر بدانند.

## مرگ
در هنگام محاصره هرات توسط عبیدالله خان ازبک شیبانی در زمان شاه تهماسب یکم که جزئی از ایران بود، هلالی نیز در هرات بود. در آن زمان از سوی سپاه ازبک مستزاد به درون شهر فرستاده شد با این محتوا:
| ای اهل هری ز خاص تا عام شما    |  | از شاه و گدا |
| دانم که به‌ هم خورد سرانجام شما |  | از لشکر ما   |
| چون باعث صلح خواجه اسحاق شده   |  | یعنی که بود  |
| گبری بهتر ز شیخ‌الاسلام شما     |  | در مذهب ما   |

هلالی در پاسخ این رباعی مستزاد را برای آن‌ها می‌فرستد:
| ای شهره شده به ظالمی نام شما |  | از شاه و گدا |
| آزار بود ز اهل دین کام شما   |  | این هست روا  |
| بستید بر اولاد علی نان و نمک |  | چون قوم یزید |
| صد لعنت معبود بر اسلام شما   |  | در مذهب ما   |

عبیدالله خان ازبک شیبانی پس از اشغال هرات، نخست هلالی را همراه خود کرد اما بعد شعر بالا و برخی از اشعار دیگر را به آگاهی عبید خان رساندند، مانند:
| گه در پی آزار دل و جان باشی  |  | گاهی ز پی غارت ایمان باشی   |
| با این همه دعوی مسلماًنی چیست |  | کافر باشم گر تو مسلماًن باشی |

بعد او را به جرم شیعه بودن و در پی تحریک رشک مندان، شکنجه داد و مأمورانش هلالی را با سری شکسته و خون‌آلود در چهارسوق هرات کشتند. شاعری به نام مهری به دیدار هلالی آمد و این بیت را برای او خواند:
| این قطره خون چیست به روی تو هلالی |  | گویا که خون از غصه به روی تو دویدست |

## نمونه غزل
| آرزومند توام، بنمای روی خویش را          |  | ورنه از جانم برون کن آرزوی خویش را   |
| جان در آن زلف است، کمتر شانه کن تا نگسلی |  | هم رگ جان مرا هم تار موی خویش را     |
| خوبرو را خوی بد لایق نباشد، جان من       |  | همچو روی خویش نیکو ساز خوی خویش را   |
| چون به کویت خاک گشتم پایمالم ساختی       |  | پایه بر گردون رساندی خاک کوی خویش را |
| آن نه شبنم بود ریزان وقت صبح از روی گل   |  | گل ز شرمت ریخت بر خاک آبروی خویش را  |
| مرده‌ام، عیسی دمی خواهم که یابم زندگی     |  | همره باد صبا بفرست بوی خویش را       |
| بارها گفتم هلالی، ترک خوبان کن ولی       |  | هیچ تأثیری ندیدم گفتگوی خویش را      |

## آثار
- شاه و درویش
- صفات العاشقین
- لیلی و مجنون (هلالی)
- دیوان اشعار هلالی